# Pragermanie

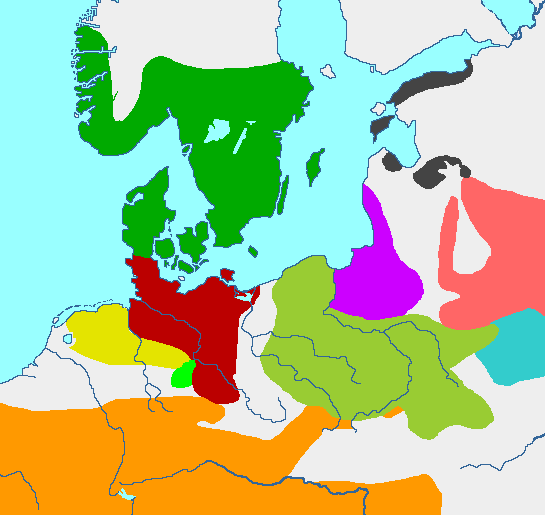
Orientacyjny zasięg kultury jastorfskiej (kolor ciemnoczerwony)

Pragermanie – hipotetyczny lud prehistoryczny będący bezpośrednim protoplastą Germanów.
Praojczyzna Germanów pozostaje sprawą dyskusyjną we współczesnej nauce. Za Pragermanów uważa się na ogół ludność z epoki brązu, w południowej Skandynawii i Jutlandii. Od VI wiek p.n.e. rozpoczęli oni ekspansję na południe i zachód Europy – kultura jastorfska.
Nazwy Germanie użył po raz pierwszy Juliusz Cezar w swoich Commentarii de bello gallico. Po klęsce Rzymian w walce z Germanami w Lesie Teutoburskim (9 r.) następuje dalszy rozwój Germanii. Plemię to, z którym zetknął się Juliusz Cezar później zniknęło z horyzontu dziejów. Nazwa ta dała następnie powód Tacytowi (zm. 120 r). do określenia całego obszaru między Renem a Wisłą jako Germanii w książce pod tym samym tytułem wydanej w 98. W kartografii taki zasięg Germanii ustalił w II w. Ptolemeusz i pojęcie to utrzymało się do końca Średniowiecza. Historycy ci wyróżniali Germanię od Renu po Wisłę, Sarmację Europejską od Wisły po Don i dalej Sarmację Azjatycką. Tradycje dzielenia obszarów geograficznych umownymi granicami wzdłuż rzek jest kontynuowana, uważając np. rzekę Ural za odcinek granicy Europy i Azji.
Wspomniane przez Tacyta mare Suebicum można interpretować obecnie jako wiadomość, że plemię Suebi (= Pragermanie) osiadłe było nad tym morzem, a przynajmniej, że owo morze jest im dobrze znane.
W etnogenezie Pragermanów brały udział prawdopodobnie plemiona nieindoeuropejskie nieznanego pochodzenia (wśród hipotez co do tożsamości etnicznej tego nieindoeuropejskiego substratu wskazywana jest przedindoeuropejska ludność neolityczna lub plemiona ugrofińskie).

## Pragermanie a Prasłowianie
Pierwotnie – jak wskazują badania lingwistyczne – siedziby Prasłowian i Pragermanów sąsiadowały ze sobą, ale w okresie rozpadu wspólnoty praindoeuropejskiej Pragermanie zajęli siedziby dalej na zachód (w południowej Skandynawii i na Półwyspie Jutlandzkim), podczas gdy Prasłowianie pozostawali dalej na wschodzie. W późnej epoce brązu i w epoce żelaza plemiona germańskie i słowiańskie oddzielał zwarty obszar osadnictwa innych plemion indoeuropejskich, znanych jako Wenetowie. Według źródeł greckich i rzymskich (Pliniusz Starszy (ok. 24–29), Tacyt (ok. 55–120), Ptolemeusz (ok. 100–178)) Wenetowie byli ludem zamieszkującym obszar między Górami Wenedzkimi (Karpatami), a Morzem Wenedzkim, od Bałtyku po stepy nadczarnomorskie. Pochodzenie Wenetów nie jest ostatecznie ustalone, powszechny jest jednak pogląd, że byli to prawdopodobnie Ilirowie – lud osiadły między Adriatykiem a ziemiami nad środkowym Dunajem (potomkami niezromanizowanych Ilirów są dzisiejsi Albańczycy, choć ich język uległ obcym wpływom).